# Manuel Serapião Filho
Manuel Serapião Filho (5 luglio 1947) è un ex arbitro di calcio brasiliano, internazionale dal 1990 al 1993.

## Carriera
Attivo a livello statale dagli anni 1970, dal 1975 ha diretto in Série A. È stato affiliato sia alla CBF che alla Federazione Baiana. Ha arbitrato la fase finale del campionato nazionale per tre anni consecutivi, dal 1981 al 1983. Tra i suoi risultati più rilevanti negli incontri internazionali si annovera la presenza alla Coppa Libertadores 1993.